# Маргания, Владимир Чичинович
Владимир Чичинович Маргания (абх. Маан Владимир Чычын-иԥа, 8 февраля 1928, Дранда, Гулрыпшский район — 6 сентября 1958, Адзюбжа, Абхазская АССР) — советский футболист, вратарь. Заслуженный мастер спорта СССР (1952).

## Биография
Родился в селе Дранда (ныне — Гулрыпшский район Абхазии).
Начал играть в г. Очамчира. Затем выступал в Сухуми, в ДСШ (1944 год) и «Динамо». 1946 год провёл в команде второй группы «Шахтёр» Сталино. Всю оставшуюся карьеру, в 1947—1958 годах, выступал в составе тбилисского «Динамо».
Был включен в состав сборной на Олимпийских играх 1952 года. Играл за вторую сборную СССР.

Отличался хорошей реакцией и эффектными прыжками. Был одним из сильнейших голкиперов СССР конца 40-х—50-х годов прошлого столетия.— 
Погиб в автокатастрофе 6 сентября 1958 года.

## Достижения
- Чемпионат СССР:

Серебряный призёр 1951, 1953
Бронзовый призёр 1950
- В списке 33 лучших — 2 раза (1951 год, 1953 год — оба раза под № 3).

## Награды
- Медаль «За трудовую доблесть» (27.04.1957) — «за успехи, достигнутые в деле развития массового физкультурного движения в стране, повышения мастерства советских спортсменов, и успешное выступление на международных соревнованиях»[6]